# Martyn LeNoble
Martijn LeNoble, noto come Martyn LeNoble (Vlaardingen, 14 aprile 1969), è un bassista olandese naturalizzato statunitense bassista del gruppo alternative rock Porno for Pyros.

## Biografia
Inizia a suonare nel 1983, all'età di 14 anni in un gruppo punk rock locale. Nel 1989 si trasferisce a Los Angeles dove ha l'opportunità di suonare col gruppo punk Thelonious Monster. Nel 1993 entra come bassista nei Porno for Pyros insieme a Perry Farrell alla voce, Stephen Perkins alla batteria e Peter DiStefano alla chitarra. Vanta collaborazioni con gruppi e artisti come Marianne Faithfull, Dave Gahan, Daniel Lanois, The Cult e altri.
Nel 1999 partecipò al progetto Class of '99.

## Discografia

### Discografia con Porno for Pyros
- Porno for Pyros - 1993
- Good God's Urge - 1996

### Discografia solista

#### Partecipazioni
- Rev (Jane's Addiction/Porno for Pyros collection) - 1999
- Ultra Payloaded - Satellite Party - 2007
- Beautiful Mess (Thelonious Monster, 1992)
- 12 Bar Blues (Scott Weiland, 1998)
- The Faculty (Class of '99, 1998)
- Anytime at All (Banyan, 1999)
- Beyond Good and Evil (The Cult, 2001)
- Live Monsters (Dave Gahan, 2004)
- A Fondness for Hometown Scars (Keith Caputo, 2008)
- Broken (Soulsavers, 2009)